# Galaktiskt koordinatsystem
Galaktiskt koordinatsystem kallas det koordinatsystem som används för att bestämma positioner i en galax. Många galaxer, däribland Vintergatan i vilken jorden och solen befinner sig, har skivform: huvuddelen av deras synliga massa (uteslutande ev mörk materia) ligger väldigt nära skivans plan. Det är ibland bekvämt att använda detta galaktiska plan som grund till ett galaktiskt koordinatsystem. 
I allmänhet syftar termen nästan alltid om koordinater i Vintergatan, och inte andra galaxer. Galaktisk latitud och galaktisk longitud betecknas med bokstäverna b respektive l. Riktningarna som är vinkelräta mot planet (antingen b=+90° eller b =−90°) går igenom galaktiska polerna. Tillsammans med den galaktiska longituden bildar de ett sfäriskt koordinatsystem. Objekt som har galaktisk latitud – b – nära noll ligger i samma plan som Vintergatans skiva.

## Nollpunkterna
Det är svårt och inexakt att bestämma Vintergatans plan eftersom stjärnorna inte ligger i exakt samma plan. 1959 definierade IAU Vintergatans norra galaktiska pols position till exakt RA=12h49m, dek=27°24′i den då aktuella B1950-systemet; i det nuvarande J2000.0-systemet, efter att precessionen har medberäknats, är dess position RA 12h51m26,282s, Dek 27°07′42,01″. Denna position ligger i Berenikes hår, nära den ljusstarka stjärnan Arcturus. Den södra galaxpolen ligger i stjärnbilden Bildhuggaren.
Den galaktiska noll-longituden är på liknande sätt bestämd till 17h42m26,603s, −28°55′00,445″ (B1950) eller 17h45m37,224s, −28°56′10,23″ (J2000.0). Vintergatans centrum befinner sig vid 17h45m40,04s, −29°00′28,1″ (J2000.0).
De senaste observationerna med Hipparkossatelliten har gett mer noggranna positionsbestämmelser, men systemet som definierades 1959 är alltjämt i bruk. Den aktuella egentliga positionen för den galaktiska nordpolen är lg=0,004°±0,039°; bg=89,427°±0,035°. Solen befinner sig ungefär 34,56±0,56 parsek (112,7±1,8 ljusår) ovanför det galaktiska planet. Eftersom solen befinner sig ungefär 30000 ljusår från Vintergatans centrum ligger den relativt sett väldigt nära galaktiska planet.